# Park Je-un
Park Je-un (ur. 11 marca 1993 w Pjongczangu) – południowokoreański kombinator norweski i skoczek narciarski.  Uczestnik mistrzostw świata w narciarstwie klasycznym i zimowych igrzysk olimpijskich. Medalista mistrzostw kraju w skokach narciarskich.
Jego ojciec, Park Ki-ho, uprawiał biegi narciarskie (był dwukrotnym olimpijczykiem), a matka, Kim Young-sook, hokej na trawie (była srebrną medalistką Letnich Igrzysk Olimpijskich 1988).

## Przebieg kariery

### Skoki narciarskie
Początkowo uprawiał biegi narciarskie, później zaczął trenować skoki narciarskie.
7 sierpnia 2009 zadebiutował w konkursie FIS Cup w skokach narciarskich, zajmując 81. miejsce w konkursie w Predazzo. Pierwszy punkt tego cyklu zdobył 18 grudnia 2010 w Notodden, kończąc konkurs na 30. pozycji. W styczniu 2011 po raz pierwszy wystartował w Pucharze Kontynentalnym. Pierwszego dnia zawodów w koreańskim kompleksie skoczni Alpensia Jumping Park został zdyskwalifikowany, natomiast dzień później był 38. Dwukrotnie uczestniczył w mistrzostwach świata juniorów. W 2010 został zdyskwalifikowany, natomiast w 2013 zajął 51. miejsce.
W 2011 został mistrzem kraju na skoczni średniej, a w 2016 na normalnej.
Znalazł się w kadrze B reprezentacji Korei Południowej w skokach narciarskich na sezon 2013/2014, nie wystąpił jednak w żadnym z cykli zawodów w tym sporcie organizowanych przez FIS.
Już jako kombinator norweski, wystąpił gościnnie w ramach konkursu drużynowego skoków narciarskich na Zimowych Igrzyskach Olimpijskich 2018. Reprezentacja Korei Południowej zajęła w nim ostatnie, 12. miejsce, a Park oddał najkrótszy skok zawodów.

### Kombinacja norweska
W 2010 wystartował w konkursie kombinacji norweskiej podczas mistrzostw świata juniorów, zajmując 61. pozycję.
W 2013 na stałe przeniósł się do tej dyscypliny sportu. W sezonie 2013/2014 zadebiutował w Pucharze Kontynentalnym w kombinacji norweskiej, zajmując miejsca w czwartej i piątej dziesiątce. W czwartej dziesiątce plasował się już również w zawodach rozgrywanych w kolejnym sezonie (2014/2015). Pierwsze punkty do klasyfikacji generalnej tego cyklu zdobył w sezonie 2015/2016. 23 stycznia 2016 w Pjongczangu po raz pierwszy w karierze zajął miejsce w czołowej dziesiątce zawodów tej rangi, plasując się na 6. pozycji (Gundersen HS109/10 km).
Wystąpił w konkursach kombinacji norweskiej na Zimowej Uniwersjadzie 2015, zajmując 13. miejsce metodą Gundersena i 20. ze startu masowego. Wziął także udział w Mistrzostwach Świata w Narciarstwie Klasycznym 2015, gdzie plasował się w piątej dziesiątce.
W Pucharze Świata zadebiutował 26 lutego 2016 w Val di Fiemme, gdzie w sprincie drużynowym (HS134/2x7,5 km) zajął 15. miejsce. Dwa dni później po raz pierwszy wystartował w konkursie indywidualnym, zajmując 39. pozycję (Gundersen HS134/10 km). 5 lutego 2017 zdobył jedyny w karierze punkt cyklu, zajmując 30. lokatę w zawodach w Pjongczangu (Gundersen HS140/10 km). Na Mistrzostwach Świata w Narciarstwie Klasycznym 2017 zajął 50. i 51. miejsce.
Wystąpił na Zimowych Igrzyskach Olimpijskich 2018, zajmując 46. (Gundersen HS110/10 km) i 47. (Gundersen HS140/10 km) miejsce w gronie 48 zawodników. Na Mistrzostwach Świata w Narciarstwie Klasycznym 2019 zajął 50. miejsce na skoczni normalnej, zaś na Mistrzostwach Świata w Narciarstwie Klasycznym 2021 zajął 44. (Gundersen HS106/10 km) i 40. (Gundersen HS137/10 km) pozycję. Na Zimowych Igrzyskach Olimpijskich 2022 zajął 42. miejsce na skoczni normalnej i 44. na dużej.
W oficjalnych zawodach międzynarodowych organizowanych przez FIS po raz ostatni wystąpił w grudniu 2022, zajmując miejsca w czwartej dziesiątce w zawodach Pucharu Kontynentalnego w Ruce. Po sezonie 2022/2023 zakończył karierę sportową.
Trenerem Park Je-una był jego ojciec – Park Ki-ho (olimpijczyk w biegach narciarskich), a za przygotowanie do części skokowej odpowiadał Kang Chil-ku.

## Osiągnięcia – kombinacja norweska

### Igrzyska olimpijskie
| Miejsce | Dzień     | Rok  | Miejscowość | Konkurencja           | Wynik zwycięzcy | Strata      | Zwycięzca       |
| ------- | --------- | ---- | ----------- | --------------------- | --------------- | ----------- | --------------- |
| 46.     | 14 lutego | 2018 | Pjongczang  | Gundersen HS109/10 km | 24:51,4 min     | +6:05,1 min | Eric Frenzel    |
| 47.     | 20 lutego | 2018 | Pjongczang  | Gundersen HS140/10 km | 23:52,5 min     | +7:36,3 min | Johannes Rydzek |
| 42.     | 9 lutego  | 2022 | Zhangjiakou | Gundersen HS106/10 km | 25:07,7 min     | +7:26,6 min | Vinzenz Geiger  |
| 44.     | 15 lutego | 2022 | Zhangjiakou | Gundersen HS140/10 km | 27:13,3 min     | +7:43,2 min | Jørgen Graabak  |

### Mistrzostwa świata
| Miejsce | Dzień     | Rok  | Miejscowość      | Konkurencja           | Wynik zwycięzcy | Strata      | Zwycięzca          |
| ------- | --------- | ---- | ---------------- | --------------------- | --------------- | ----------- | ------------------ |
| 49.     | 20 lutego | 2015 | Falun            | Gundersen HS100/10 km | 26:38.9 min     | +6:44.6 min | Johannes Rydzek    |
| 43.     | 26 lutego | 2015 | Falun            | Gundersen HS134/10 km | 27:09.8 min     | +4:24.0 min | Bernhard Gruber    |
| 51.     | 24 lutego | 2017 | Lahti            | Gundersen HS100/10 km | 26:19,6 min     | +5:35,6 min | Johannes Rydzek    |
| 50.     | 1 marca   | 2017 | Lahti            | Gundersen HS130/10 km | 26:41,6 min     | +7:46,4 min | Johannes Rydzek    |
| 50.     | 28 lutego | 2019 | Seefeld in Tirol | Gundersen HS109/10 km | 25:01,3 min     | +5:49,2 min | Jarl Magnus Riiber |
| 44.     | 26 lutego | 2021 | Oberstdorf       | Gundersen HS106/10 km | 23:01,2 min     | +6:23,1 min | Jarl Magnus Riiber |
| 40.     | 4 marca   | 2021 | Oberstdorf       | Gundersen HS137/10 km | 23:11,1 min     | +7:50,5 min | Johannes Lamparter |

### Mistrzostwa świata juniorów
| Miejsce | Dzień       | Rok  | Miejscowość  | Konkurencja          | Wynik zwycięzcy | Strata    | Zwycięzca          |
| ------- | ----------- | ---- | ------------ | -------------------- | --------------- | --------- | ------------------ |
| 61.     | 27 stycznia | 2010 | Hinterzarten | Gundersen HS106/5 km | 20:00.9 min     | +7:05.5 s | Junshirō Kobayashi |

### Uniwersjada
| Miejsce | Dzień       | Rok  | Miejscowość         | Konkurencja              | Wynik zwycięzcy | Strata    | Zwycięzca    |
| ------- | ----------- | ---- | ------------------- | ------------------------ | --------------- | --------- | ------------ |
| 13.     | 26 stycznia | 2015 | Szczyrbskie Jezioro | Gundersen HS100/10 km    | 29:10.9 min     | +2:52.6 s | Adam Cieślar |
| 20.     | 29 stycznia | 2015 | Szczyrbskie Jezioro | Start masowy HS100/10 km | 143,8 pkt.      | 73,1 pkt. | Adam Cieślar |

### Puchar Świata

#### Miejsca w klasyfikacji generalnej
- sezon 2015/2016: niesklasyfikowany
- sezon 2016/2017: 67.
- sezon 2017/2018: niesklasyfikowany
- sezon 2018/2019: niesklasyfikowany
- sezon 2019/2020: niesklasyfikowany
- sezon 2020/2021: niesklasyfikowany
- sezon 2021/2022: niesklasyfikowany

### Puchar Kontynentalny

#### Miejsca w klasyfikacji generalnej
- sezon 2013/2014: niesklasyfikowany
- sezon 2014/2015: niesklasyfikowany
- sezon 2015/2016: 47.
- sezon 2016/2017: 87.
- sezon 2017/2018: niesklasyfikowany
- sezon 2018/2019: 67.
- sezon 2019/2020: 81.
- sezon 2020/2021: niesklasyfikowany
- sezon 2021/2022: 73.
- sezon 2022/2023: niesklasyfikowany

### Letnie Grand Prix

#### Miejsca w klasyfikacji generalnej
- 2016: niesklasyfikowany
- 2017: niesklasyfikowany
- 2018: (59.)[a]
- 2019: (66.)[10]
- 2021: niesklasyfikowany

## Osiągnięcia – skoki narciarskie

### Igrzyska olimpijskie

#### Drużynowo
| 2018 Pjongczang | – | 12. miejsce |

#### Starty Parka Je-un na zimowych igrzyskach olimpijskich – szczegółowo
| Miejsce | Dzień     | Rok  | Miejscowość | Skocznia              | Punkt K | HS     | Konkurs | Skok 1 | Skok 2 | Nota                 | Strata    | Zwycięzca |
| ------- | --------- | ---- | ----------- | --------------------- | ------- | ------ | ------- | ------ | ------ | -------------------- | --------- | --------- |
| 12.     | 19 lutego | 2018 | Pjongczang  | Alpensia Jumping Park | K-125   | HS-142 | druż.   | 81,5 m | –      | 274,5 pkt (29,4 pkt) | 824,0 pkt | Norwegia  |

### Mistrzostwa świata juniorów

#### Indywidualnie
| 2010 Hinterzarten | – | zdyskwalifikowany |
| 2013 Liberec      | – | 51. miejsce       |

#### Starty Parka Je-un na mistrzostwach świata juniorów – szczegółowo
| Miejsce | Dzień       | Rok  | Miejscowość  | Skocznia     | Punkt K | HS     | Konkurs  | Skok 1 | Skok 2 | Nota     | Strata    | Zwycięzca       |
| ------- | ----------- | ---- | ------------ | ------------ | ------- | ------ | -------- | ------ | ------ | -------- | --------- | --------------- |
| DSQ     | 28 stycznia | 2010 | Hinterzarten | Adlerschanze | K-95    | HS-108 | indywid. | DSQ    | DSQ    | DSQ      | DSQ       | Michael Hayböck |
| 51.     | 24 stycznia | 2013 | Liberec      | Ještěd       | K-90    | HS-100 | indywid. | 80,5 m | –      | 89,5 pkt | 194,0 pkt | Jaka Hvala      |

### Puchar Kontynentalny

#### Miejsca w poszczególnych konkursachPucharu Kontynentalnego
| Źródło                                                                        | Źródło    | Źródło    | Źródło    | Źródło  | Źródło  | Źródło    | Źródło    | Źródło  | Źródło  | Źródło  | Źródło     | Źródło     | Źródło           | Źródło           | Źródło        | Źródło        | Źródło     | Źródło     | Źródło        | Źródło        | Źródło | Źródło | Źródło   | Źródło   | Źródło | Źródło | Źródło | Źródło | Źródło | Źródło | Źródło | Źródło | Źródło | Źródło | Źródło | Źródło | Źródło | Źródło | Źródło | Źródło | Źródło | Źródło | Źródło | Źródło | Źródło | Źródło | Źródło | Źródło | Źródło | Źródło | Źródło | Źródło | Źródło | Źródło | Źródło | Źródło | Źródło | Źródło | Źródło |
| ----------------------------------------------------------------------------- | --------- | --------- | --------- | ------- | ------- | --------- | --------- | ------- | ------- | ------- | ---------- | ---------- | ---------------- | ---------------- | ------------- | ------------- | ---------- | ---------- | ------------- | ------------- | ------ | ------ | -------- | -------- | ------ | ------ | ------ | ------ | ------ | ------ | ------ | ------ | ------ | ------ | ------ | ------ | ------ | ------ | ------ | ------ | ------ | ------ | ------ | ------ | ------ | ------ | ------ | ------ | ------ | ------ | ------ | ------ | ------ | ------ | ------ | ------ | ------ | ------ | ------ |
| Sezon 2010/2011                                                               |           |           |           |         |         |           |           |         |         |         |            |            |                  |                  |               |               |            |            |               |               |        |        |          |          |        |        |        |        |        |        |        |        |        |        |        |        |        |        |        |        |        |        |        |        |        |        |        |        |        |        |        |        |        |        |        |        |        |        |        |
| Rovaniemi                                                                     | Rovaniemi | Vikersund | Vikersund | Erzurum | Erzurum | Engelberg | Engelberg | Sapporo | Sapporo | Sapporo | Pjongczang | Pjongczang | Titisee-Neustadt | Titisee-Neustadt | Bischofshofen | Bischofshofen | Brotterode | Brotterode | Iron Mountain | Iron Mountain | Kranj  | Kranj  | Zakopane | Zakopane | Kuopio | Kuopio | Wisła  | Wisła  | punkty |        |        |        |        |        |        |        |        |        |        |        |        |        |        |        |        |        |        |        |        |        |        |        |        |        |        |        |        |        |        |
| -                                                                             | -         | -         | -         | -       | -       | -         | -         | -       | -       | -       | dq         | 38         | -                | -                | -             | -             | -          | -          | -             | -             | -      | -      | -        | -        | -      | -      | -      | -      | 0      |        |        |        |        |        |        |        |        |        |        |        |        |        |        |        |        |        |        |        |        |        |        |        |        |        |        |        |        |        |        |
| Legenda                                                                       |           |           |           |         |         |           |           |         |         |         |            |            |                  |                  |               |               |            |            |               |               |        |        |          |          |        |        |        |        |        |        |        |        |        |        |        |        |        |        |        |        |        |        |        |        |        |        |        |        |        |        |        |        |        |        |        |        |        |        |        |
| 1 2 3 4-10 11-30 poniżej 30 dq – dyskwalifikacja - – zawodnik nie wystartował |           |           |           |         |         |           |           |         |         |         |            |            |                  |                  |               |               |            |            |               |               |        |        |          |          |        |        |        |        |        |        |        |        |        |        |        |        |        |        |        |        |        |        |        |        |        |        |        |        |        |        |        |        |        |        |        |        |        |        |        |

### Letni Puchar Kontynentalny

#### Miejsca w poszczególnych konkursachLetniego Pucharu Kontynentalnego
| Źródło                                                                        | Źródło      | Źródło      | Źródło      | Źródło           | Źródło           | Źródło          | Źródło          | Źródło            | Źródło            | Źródło | Źródło | Źródło | Źródło | Źródło | Źródło | Źródło | Źródło | Źródło | Źródło | Źródło | Źródło | Źródło | Źródło | Źródło | Źródło | Źródło |
| ----------------------------------------------------------------------------- | ----------- | ----------- | ----------- | ---------------- | ---------------- | --------------- | --------------- | ----------------- | ----------------- | ------ | ------ | ------ | ------ | ------ | ------ | ------ | ------ | ------ | ------ | ------ | ------ | ------ | ------ | ------ | ------ | ------ |
| 2011                                                                          |             |             |             |                  |                  |                 |                 |                   |                   |        |        |        |        |        |        |        |        |        |        |        |        |        |        |        |        |        |
| Kranj HS109                                                                   | Kranj HS109 | Stams HS115 | Stams HS115 | Courchevel HS132 | Courchevel HS132 | Trondheim HS140 | Trondheim HS140 | Klingenthal HS140 | Klingenthal HS140 | punkty |        |        |        |        |        |        |        |        |        |        |        |        |        |        |        |        |
| -                                                                             | -           | -           | -           | dq               | 63               | -               | -               | -                 | -                 | 0      |        |        |        |        |        |        |        |        |        |        |        |        |        |        |        |        |
| Legenda                                                                       |             |             |             |                  |                  |                 |                 |                   |                   |        |        |        |        |        |        |        |        |        |        |        |        |        |        |        |        |        |
| 1 2 3 4-10 11-30 poniżej 30 dq – dyskwalifikacja - − zawodnik nie wystartował |             |             |             |                  |                  |                 |                 |                   |                   |        |        |        |        |        |        |        |        |        |        |        |        |        |        |        |        |        |

### FIS Cup

#### Miejsca w klasyfikacji generalnej
| Sezon     | Miejsce |
| --------- | ------- |
| 2010/2011 | 258.    |

#### Miejsca w poszczególnych konkursachFIS Cupu
| Sezon 2009/2010                                                               |          |                     |                     |                |                     |                     |            |            |            |            |          |                     |                     |           |             |             |         |         |            |            |            |        |        |            |            |        |        |        |        |        |        |        |        |        |        |        |        |        |        |        |        |        |
| Villach                                                                       | Predazzo | Predazzo            | Oberwiesenthal      | Oberwiesenthal | Szczyrbskie Jezioro | Szczyrbskie Jezioro | Falun      | Falun      | Einsiedeln | Einsiedeln | Notodden | Notodden            | Harrachov           | Harrachov | Szczyrk     | Szczyrk     | Lauscha | Lauscha | Villach    | Kranj      | Kranj      | Zaō    | Zaō    | Courchevel | Courchevel | punkty |        |        |        |        |        |        |        |        |        |        |        |        |        |        |        |        |
| -                                                                             | 81       | 67                  | 80                  | 62             | -                   | -                   | -          | -          | -          | -          | -        | -                   | 63                  | 64        | -           | -           | -       | -       | -          | -          | -          | -      | -      | -          | -          | 0      |        |        |        |        |        |        |        |        |        |        |        |        |        |        |        |        |
| Sezon 2010/2011                                                               |          |                     |                     |                |                     |                     |            |            |            |            |          |                     |                     |           |             |             |         |         |            |            |            |        |        |            |            |        |        |        |        |        |        |        |        |        |        |        |        |        |        |        |        |        |
| Villach                                                                       | Villach  | Szczyrbskie Jezioro | Szczyrbskie Jezioro | Örnsköldsvik   | Örnsköldsvik        | Falun               | Falun      | Einsiedeln | Einsiedeln | Notodden   | Notodden | Szczyrbskie Jezioro | Szczyrbskie Jezioro | Szczyrk   | Szczyrk     | Kranj       | Kranj   | Ramsau  | Ramsau     | Ruhpolding | Ruhpolding | Zaō    | Zaō    | punkty     | punkty     | punkty | punkty | punkty | punkty | punkty | punkty | punkty | punkty | punkty | punkty | punkty | punkty | punkty | punkty | punkty | punkty | punkty |
| -                                                                             | -        | -                   | -                   | -              | -                   | -                   | -          | -          | -          | 31         | 30       | -                   | -                   | -         | -           | -           | -       | -       | -          | -          | -          | -      | -      | 1          | 1          | 1      | 1      | 1      | 1      | 1      | 1      | 1      | 1      | 1      | 1      | 1      | 1      | 1      | 1      | 1      | 1      | 1      |
| Sezon 2012/2013                                                               |          |                     |                     |                |                     |                     |            |            |            |            |          |                     |                     |           |             |             |         |         |            |            |            |        |        |            |            |        |        |        |        |        |        |        |        |        |        |        |        |        |        |        |        |        |
| Râșnov                                                                        | Villach  | Villach             | Kuopio              | Kuopio         | Wisła               | Wisła               | Einsiedeln | Einsiedeln | Winterberg | Winterberg | Râșnov   | Râșnov              | Zakopane            | Zakopane  | Brattleboro | Brattleboro | Kranj   | Kranj   | Oberstdorf | Oberstdorf | punkty     | punkty | punkty | punkty     | punkty     | punkty | punkty | punkty | punkty | punkty | punkty | punkty | punkty | punkty | punkty | punkty | punkty | punkty | punkty |        |        |        |
| -                                                                             | -        | -                   | -                   | -              | -                   | -                   | -          | -          | 41         | 41         | -        | -                   | -                   | -         | -           | -           | -       | -       | -          | -          | 0          | 0      | 0      | 0          | 0          | 0      | 0      | 0      | 0      | 0      | 0      | 0      | 0      | 0      | 0      | 0      | 0      | 0      | 0      |        |        |        |
| Legenda                                                                       |          |                     |                     |                |                     |                     |            |            |            |            |          |                     |                     |           |             |             |         |         |            |            |            |        |        |            |            |        |        |        |        |        |        |        |        |        |        |        |        |        |        |        |        |        |
| 1 2 3 4-10 11-30 poniżej 30 dq – dyskwalifikacja - − zawodnik nie wystartował |          |                     |                     |                |                     |                     |            |            |            |            |          |                     |                     |           |             |             |         |         |            |            |            |        |        |            |            |        |        |        |        |        |        |        |        |        |        |        |        |        |        |        |        |        |